# Ribbingshof, Helsingfors

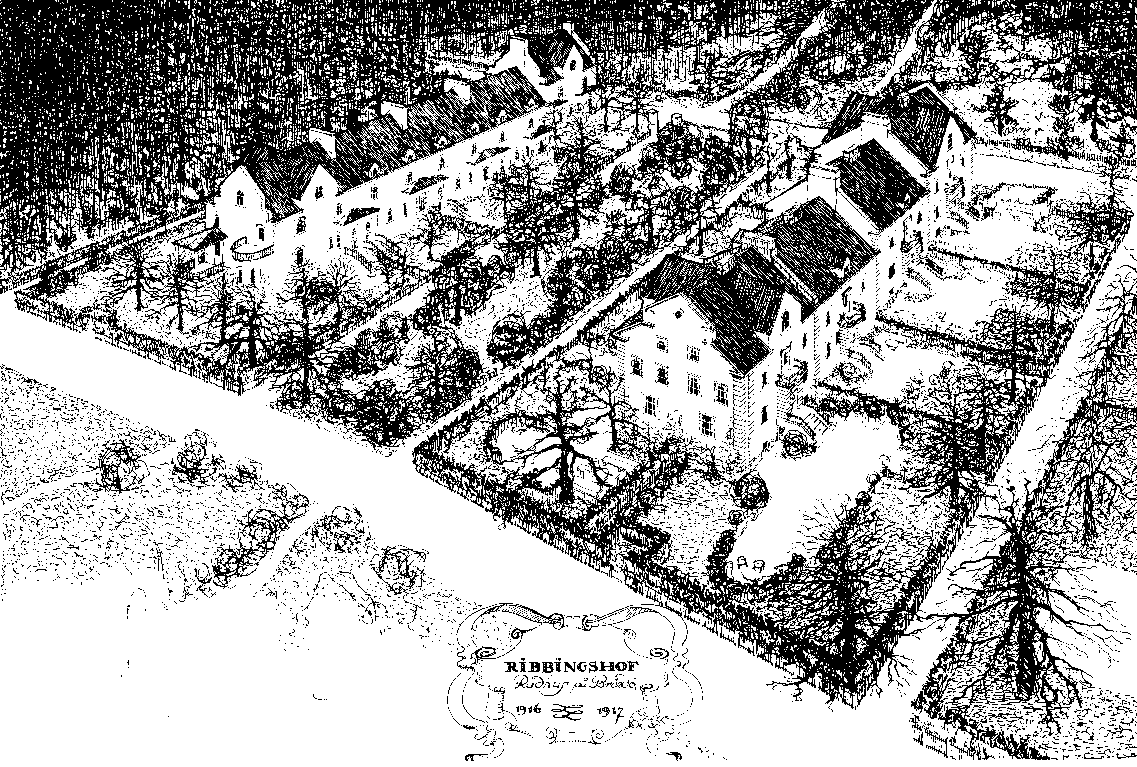
Ribbingshof av Armas Lindgren

Ribbingshof är ett radhusområde i stadsdelen Brändö i Helsingfors. Området, planerat av den finländske arkitekten Armas Lindgren, är det äldsta radhusområdet i Finland. Områdets västra del blev färdig år 1916, medan den östra delen invigdes två år senare. Ribbingshof är numera skyddat i detaljplan.
Aktiebolaget Brändö Villastad, som spelade stor roll för öns utveckling, beställde ritningarna för radhusområdet av Lars Sonck och Armas Lindgren år 1915. År 1916 presenterade Lindgren ritningarna, där radhusen murade av tegel var placerade vid Eugen Schaumans park mellan Brändö kyrktorn och Gloviken.